# Hermann von Balk
Hermann von Balk (zm. 5 marca 1239 w Würzburgu) – pierwszy mistrz krajowy zakonu krzyżackiego w Prusach, następnie mistrz krajowy inflancki. W działalności misyjnej z użyciem miecza zwalczał plemiona pruskie

## Życiorys
Balk urodził się w Dolnej Saksonii. Prawdopodobnie dołączył do Krzyżaków w Akce w 1189 roku, w czasie III krucjaty. Wielki mistrz Hermann von Salza mianował go mistrzem krajowym Prus. Balk nad Wisłę przybył w 1230 z niewielką grupą zakonników i zaangażował się w podbój ziem pruskich.
Fragment Kroniki ziem pruskich Mikołaja von Jeroschina:
"W 1230 r. Balk przybył do Nieszawy, a wkrótce – dowodząc niewielką grupą zbrojnych – przeprawił się przez Wisłę i tam założył pierwsza osadę – Toruń (dzisiejszy Stary Toruń). To stąd kierował później walką z plemionami pruskimi, tędy przepuszczał pierwsze oddziały rycerzy i osadników, którzy korzystając z krzyżackiej osłony, planów i pieniędzy w błyskawicznym czasie wybudowali nowe miasta, potężne zamki."
28 grudnia 1233 wydał przywileje lokacyjne dla Torunia i Chełmna (tzw. prawo chełmińskie). Podobne otrzymały później Radzyń Chełmiński, Kwidzyn, Kowalewo Pomorskie, Grudziądz, Brodnica.
W 1234 uczestniczył w pierwszej wyprawie krzyżowej do Prus zorganizowanej przez zakon krzyżacki w której wzięło też udział rycerstwo polskie i niemieckie, zakończonej klęską Prusów nad Dzierzgonią.
W 1236 r. Balk nadał rycerzowi Dytrykowi de   Depenauer rozległy obszar ziemi na północ od Kwidzyna, dzięki czemu powstały pierwsze dobra rycerskie w Prusach. Umacniał i rozbudowywał Toruń, który w tym czasie przeistoczył się w potężną twierdzę.
Rok później Balk poprowadził swoich rycerzy aż nad Zalew Wiślany, gdzie zapoczątkował budowę Elbląga.
W 1237 roku mianowano go mistrzem krajowym zakonu kawalerów mieczowych. Balk doprowadził do zjednoczenia obu zakonów rycerskich. Potem na krótko wrócił do Prus i sprowadził dominikanów do Elbląga. Po ponownym wyjeździe do Inflant prowadził rokowania z królem Danii Waldemarem II Zwycięskim w sprawie podziału Estonii.
Wielki mistrz zobowiązał go do zorganizowania i poprowadzenia wyprawy przeciwko Rusinom, podczas której Balk, wprawnie dowodząc swoimi rycerzami, rozgromił wojska ruskie.
Wkrótce po tym prawdopodobnie zaczęły go nękać choroby i coraz trudniej przychodziło mu pełnić obowiązki. Zrezygnował z wszystkich godności i osiadł w Würzburgu, gdzie umarł pod koniec marca 1239 roku.